# Mimeusemia centralis
Mimeusemia centralis là một loài bướm đêm trong họ Noctuidae.